# Sefer Torah

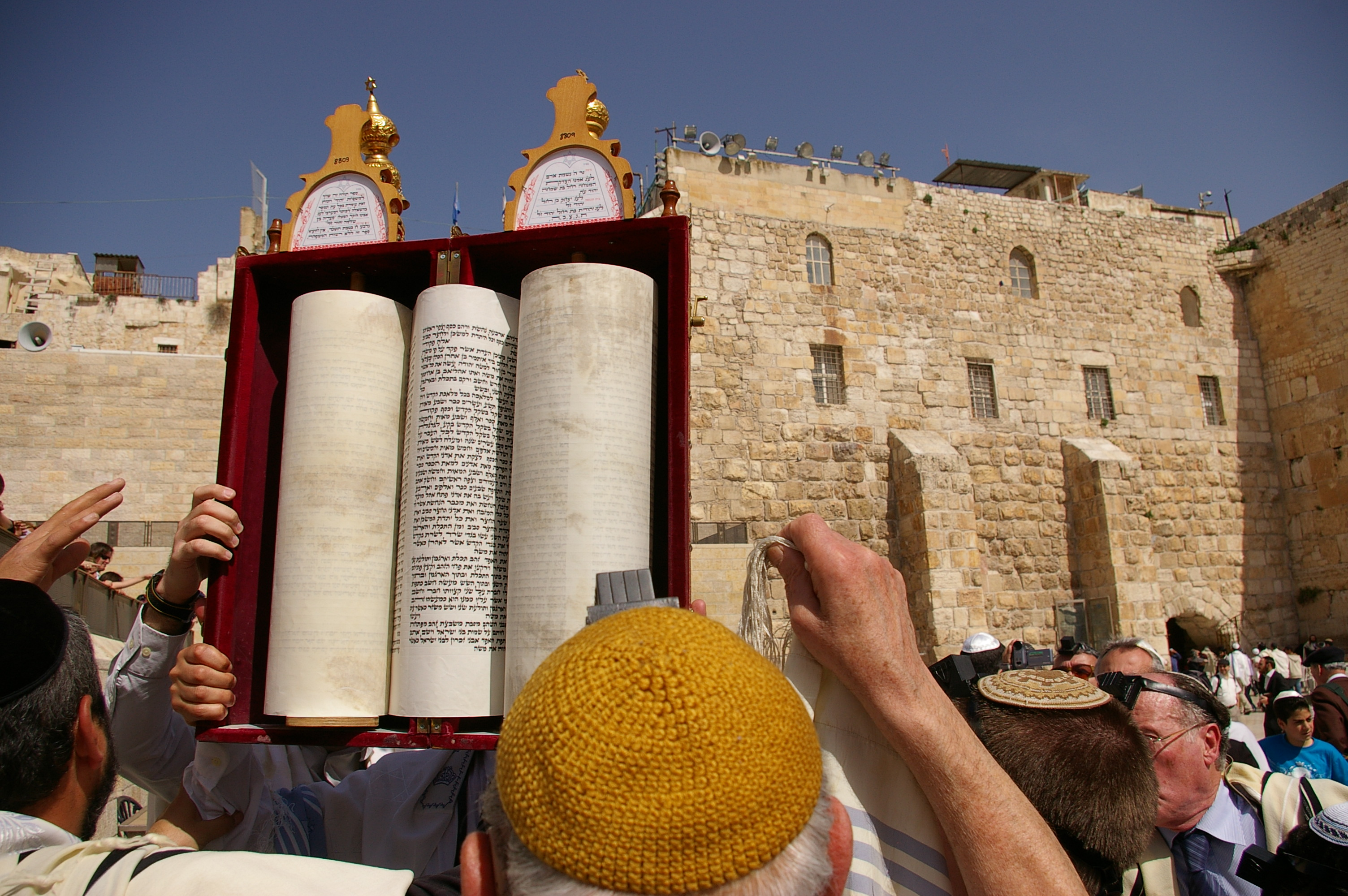
Il sefer nel suo contenitore di legno - in questo caso aperto

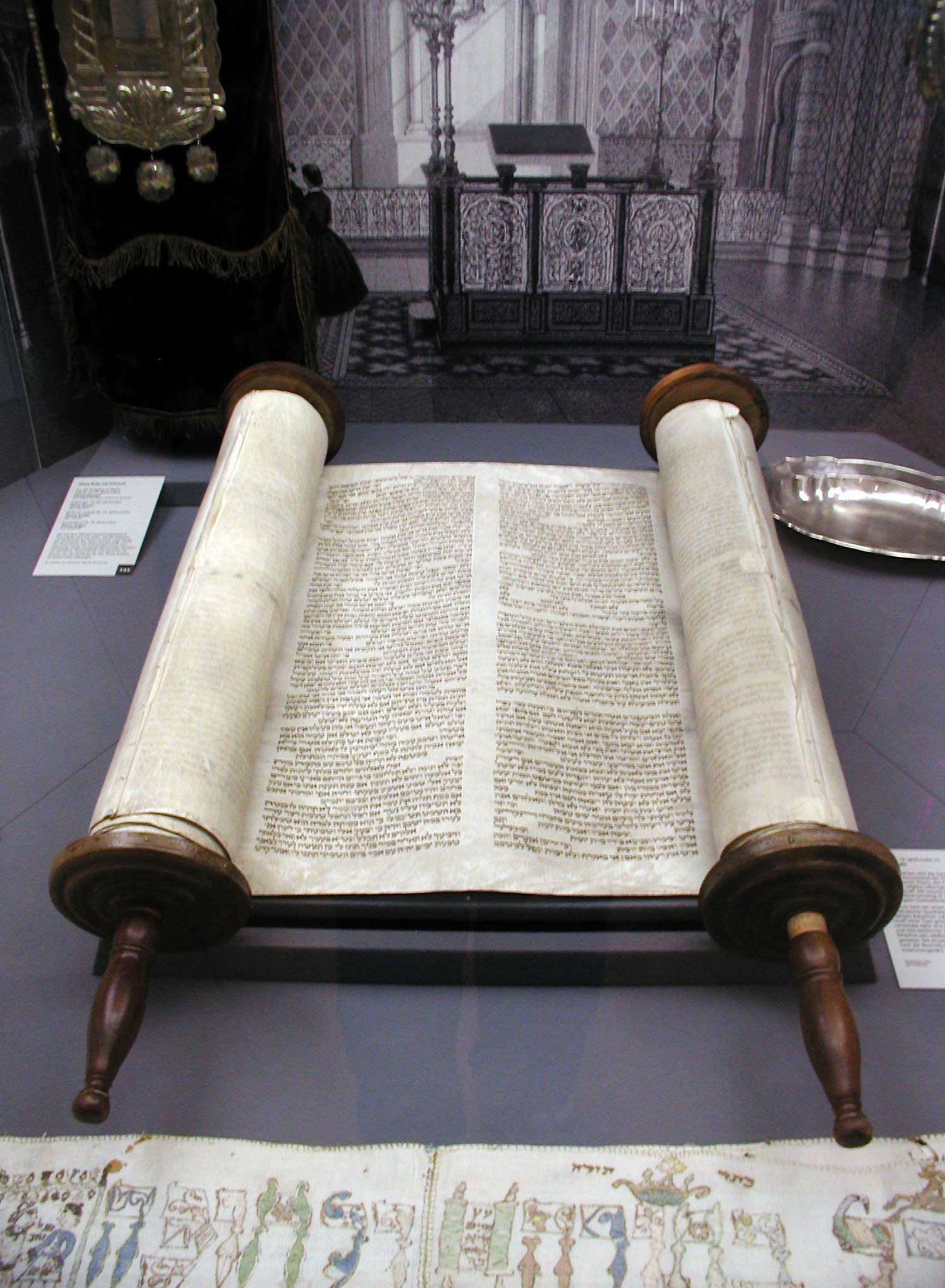
Rotoli della Toràh

Con il termine Sefer Torah (ebraico ספר תורה, pl. ספרים sefarim: libri) si identificano i rotoli su cui viene trascritta la Torah. I Sefarim vengono solitamente custoditi all'interno dell'Haron HaKodesh, un particolare armadio che si trova in tutte le sinagoghe dove è comunemente nascosto alla vista da un drappo ornamentale chiamato parochet.
Dato il carattere sacro del contenuto dei rotoli, esso viene scritto a mano da rabbini o Soferim che, quando necessario, ne verificano anche l'assenza di errori. Quando una lettera sbiadisce o si cancella il Sefer Torah deve essere corretto. Se dovesse essere scoperto un errore di trascrizione il Sefer diviene inutilizzabile.
Durante la lettura dei rotoli si utilizza un bastoncino per tenere il punto poiché è vietato toccare i rotoli a mani nude.
Il Sefer Torah, anche durante gli spostamenti, è custodito in una struttura di legno ed inserito in una stoffa molto pregiata. Spesso questa stoffa riporta decorazioni e frasi in ebraico.